# Área azul de la Luna
En el universo Marvel (el universo ficticio de las historietas Marvel Comics), el área azul de la Luna es una zona en la Luna que tiene una atmósfera propia, cubriendo las ruinas de una ciudad.

## Historia
Con el correr de los siglos, el área azul ha sido testigo de muchas razas y habitantes distintos.
Fue construida hace muchos milenios por los kree en una prueba con los skrulls para ver cual de las dos razas que dominaban el mundo de los kree (ellos y los cotati) ganaban el favor de los skrull.
Pusieron a diez individuos de cada raza en la Luna y les prepararon una atmósfera. Al final de la prueba, tras un año, los kree habían construido una ciudad magnífica, pero los vencedores fueron los cotati, por haber sido capaces de hacer crecer un jardín.
Tras irse de allí las citadas razas, Uatu el Vigilante, hizo de esta zona su casa particular para poder observar la evolución de la Tierra. El sitio y su habitante de entonces fueron descubierto por Los 4 fantásticos y el Fantasma Rojo. 
Por último, sería la base de los inhumanos, la ciudad de Attilan.
El acontecimiento más conocido que tuvo lugar en el área azul de la Luna fue la muerte de Jean Grey, que para no volver a convertirse en Fénix Oscura se suicidó.
- Datos: Q441040